# 西默斯·麥葛維
西默斯·麥葛維（英語：Seamus McGarvey，1967年6月29日—）是一名北愛爾蘭電影攝影師，在尚未從事電影業前擔任攝影師。
出生於北愛爾蘭亞爾馬，在1988年於電影學校畢業後開始接下拍攝短片或紀錄片的工作，曾經獲得皇家電視攝影大獎。曾經執導過超過100部的MV，合作過的藝人包括U2、滾石樂團、羅比·威廉斯和酷玩樂團等等。
麥葛維之後從事電影攝影工作，以作品《世貿中心》而出名，另外作品包括，也因此英國標準晚報獎。2005年拍攝則獲得愛爾蘭影藝學院獎。2007年則以《愛·誘·罪》的攝影獲得奧斯卡金像獎、英國影藝學院獎最佳攝影提名，聲名度大噪。

## 外部連結
- （英文） 西默斯·麥葛維在互联网电影资料库（IMDb）上的資料（英文）